# Лю Цзеи
Лю Цзеи (кит. упр. 刘结一, пиньинь Liú Jiēyī) — китайский дипломат, в 2013—2017 годах — постоянный представитель Китайской Народной Республики при ООН, чрезвычайный и полномочный посол в ООН. В 2018—2022 годах — глава Канцелярии по делам Тайваня при Госсовете КНР.
Член Центрального комитета Компартии Китая 19-го созыва.

## Биография
Родился в декабре 1957 года в Пекине. Трудовую карьеру начинал преподавателем в пекинском районе Чаоян. В 1981 окончил Пекинский университет иностранных языков, с того же года и по 1987 работал переводчиком в офисе ООН в Женеве.
- 1987—1994 — третий секретарь, затем заместитель директора Департамента международных организаций и конференций, МИД КНР
- 1994—1995 — советник в Департаменте международных организаций и конференций, МИД КНР
- 1995—1998 — советник Постоянного представительства КНР при ООН
- 1998—2001 — заместитель генерального директора Департамента международных организаций и конференций, МИД КНР
- 2001—2005 — генеральный директор Департамента контроля над вооружениями, МИД КНР
- 2005—2006 — генеральный директор Департамента международных организаций и конференций, МИД КНР
- 2006—2007 — генеральный директор Департамента по делам Северной Америки и Океании, МИД КНР
- 2007—2009 — помощник министра, МИД КНР
- 2009—2013 — вице-министр Международного департамента Центрального комитета Коммунистической партии Китая
- 2013—2017 — Постоянный представитель КНР при ООН в ранге чрезвычайного и полномочного посла КНР в ООН[2]
- 2018—2022 — заведующий Канцелярией по делам Тайваня при Госсовете КНР.

Лю Цзеи называли вероятным преемником Ян Цзечи после 20-го съезда партии, однако он не попал в состав нового ЦК.